# Louis Van Linden
Louis Van Linden, né le 8 janvier 1928 et mort le 11 décembre 2002, est un joueur de football belge qui occupait le poste de défenseur. Il est surtout connu pour les onze saisons qu'il passe au Royal Antwerp Football Club, remportant au passage un titre de champion de Belgique et une Coupe de Belgique. Il prend sa retraite sportive en 1959.

## Carrière
Louis Van Linden débute à l'Antwerp le 12 janvier 1947, lors de la réception du Royal Football Club Brugeois, match qui se solde sur une victoire deux buts à un. Arrière gauche très offensif, il s'impose rapidement dans l'équipe de base du club et inscrit plusieurs buts importants. Il fait partie de l'équipe victorieuse en finale de la Coupe de Belgique 1955, première victoire du club anversois dans la compétition. Deux ans plus tard, le club remporte le titre de champion de Belgique mais le joueur n'a que peu d'impact sur celui-ci car il ne joue que trois rencontres durant la saison.
Durant l'été, il rejoint le K Boom FC, un club de la banlieue anversoise évoluant en Division 2. Il y joue durant deux ans puis décide d'arrêter de jouer au football en 1959.

## Palmarès
- 1 fois champion de Belgique en 1957 avec le Royal Antwerp Football Club.
- 1 fois vainqueur de la Coupe de Belgique en 1955 avec le Royal Antwerp Football Club.

## Statistiques
| Saison                | Club                  | Championnat           | Championnat | Championnat | Coupe(s) nationale(s) | Coupe(s) nationale(s) | Total | Total |
| Saison                | Club                  | Division              | M.          | B.          | M.                    | B.                    | M.    | B.    |
| 1946-1947             | R. Antwerp FC         | Division 1            | 15          | 6           | 0                     | 0                     | 15    | 6     |
| 1947-1948             | R. Antwerp FC         | Division 1            | 25          | 9           | 0                     | 0                     | 25    | 9     |
| 1948-1949             | R. Antwerp FC         | Division 1            | 11          | 0           | 0                     | 0                     | 11    | 0     |
| 1949-1950             | R. Antwerp FC         | Division 1            | 7           | 6           | 0                     | 0                     | 7     | 6     |
| 1950-1951             | R. Antwerp FC         | Division 1            | 21          | 3           | 0                     | 0                     | 21    | 3     |
| 1951-1952             | R. Antwerp FC         | Division 1            | 5           | 4           | 0                     | 0                     | 5     | 4     |
| 1952-1953             | R. Antwerp FC         | Division 1            | 14          | 5           | 0                     | 0                     | 14    | 5     |
| 1953-1954             | R. Antwerp FC         | Division 1            | 16          | 4           | 1                     | 0                     | 17    | 4     |
| 1954-1955             | R. Antwerp FC         | Division 1            | 18          | 5           | 5                     | 0                     | 23    | 5     |
| 1955-1956             | R. Antwerp FC         | Division 1            | 28          | 7           | 4                     | 3                     | 32    | 10    |
| 1956-1957             | R. Antwerp FC         | Division 1            | 3           | 0           | 0                     | 0                     | 3     | 0     |
| Sous-total            | Sous-total            | Sous-total            | 163         | 49          | 10                    | 3                     | 173   | 52    |
| 1957-1958             | K Boom FC             | Division 2            | -           | -           | 0                     | 0                     | 0     | 0     |
| 1958-1959             | K Boom FC             | Division 2            | -           | -           | 0                     | 0                     | 0     | 0     |
| Sous-total            | Sous-total            | Sous-total            | -           | -           | 0                     | 0                     | 0     | 0     |
| Total sur la carrière | Total sur la carrière | Total sur la carrière | 163         | 49          | 10                    | 3                     | 173   | 52    |